# Vinted
Vinted est un marché en ligne communautaire qui permet de vendre, d'acheter, et d'échanger des vêtements et accessoires d'occasion. La société est créée en 2008 à Vilnius en Lituanie par un couple originaire du pays.

## Présentation
Vinted était à l'origine dédié uniquement à la vente de vêtements pour femmes, puis il s'est élargi aux vêtements pour enfants et pour hommes, ainsi qu'aux accessoires tels que les bijoux, sacs à main, etc. Le mobilier, les livres et les jouets pour enfants sont également autorisés.
L'entreprise déclare que sur les 50 millions d'utilisateurs de son service, 16 millions sont en France en 2021, puis 23 millions trois ans plus tard. Économiquement, Vinted est devenu une licorne.

## Historique
En 2008, Milda Mitkute et Justas Janauskas créent Vinted à Vilnius (Lituanie) pour permettre aux Lituaniennes d'échanger leurs vêtements.
L'entreprise s'implante par la suite en Allemagne en 2010 sous le nom de Kleiderkreisel ainsi qu'aux  États-Unis.
Entre 2013 et 2015, Vinted va mal financièrement et est contrainte de lever plusieurs dizaines de millions d'euros d'investissements pour permettre son développement.
L'investisseur Insight Partners (en) prend les rênes de Vinted et nomme en 2016 Thomas Plantenga à la tête de l'entreprise. New-Yorkais grand connaisseur de l'économie numérique, celui-ci doit remettre Vinted dans le bon chemin : il concentre l'activité de Vinted en Lituanie et ferme les bureaux européens. Mais surtout, il supprime la « classique » commission versée par les vendeurs sur ce type de sites d'occasions et fait régler les acheteurs. En parallèle, Vinted s'engage dans une campagne de publicité massive puis revoit son ergonomie pour la rendre conviviale, inspirée des réseaux sociaux,.
Le succès est alors au rendez-vous, avec 2,2 articles échangés chaque seconde sur l'application et un nombre de transactions multiplié par 2,3 rien qu'en 2019. Présent dans plusieurs pays, il est ainsi possible de vendre ou d'acheter d'un pays à l'autre, avec certaines restrictions. Malgré cette large expansion, l'application n'est pas rentable et cherche son modèle économique.
En 2023, Vinted est disponible dans 18 pays.

### En France
Au printemps 2013, Vinted est lancée en France. Le marché national est déjà largement occupé par divers intervenants proches tels eBay acteur historique pour le marché de l'occasion, Le Bon Coin avec ses petites annonces généralistes, mais également Vestiaire Collective et Videdressing pour la mode haut de gamme.
L'application compte, six ans plus tard, une dizaine de millions d'utilisateurs en France. Elle fait partie des dix applications les plus visitées selon la Fevad et obtient un taux de reconnaissance élevé d'après l'Institut français de la mode (IFM). Selon Vinted et l'IFM, les membres français de Vinted y réalisent, en 2019, entre 700 et 800 millions d’euros de ventes, puis 1,3 milliard l'année suivante avec une progression consécutive au confinement.
L'activité en France a été confiée à une filiale active de mars 2013 à août 2019 et la direction avait été confié à Julius Vainoris.
La société VINTED SAS a été dissoute puis radiée le 9 janvier 2020, elle est désormais inconnue à son siège social français (53 avenue Hoche à Paris).
En juin 2022, Vinted annonce la création de consignes dans certains supermarchés Franprix et Carrefour situés en Île-de-France. Vendeurs et acheteurs pourront déposer ou récupérer la marchandise dans des casiers dont ils auront au préalable reçus des codes d'accès. L'opération va d'abord concerner une vingtaine de supermarchés qui feront office de test pour Vinted qui a donc choisi la France pour cette initiative.
En 2023, Vinted enregistre une croissance de 32 % de ses ventes en France, pays où elle est le plus implantée, et compte environ 23 millions d'utilisateurs, soit près du tiers de sa base mondiale.

## Fonctionnement

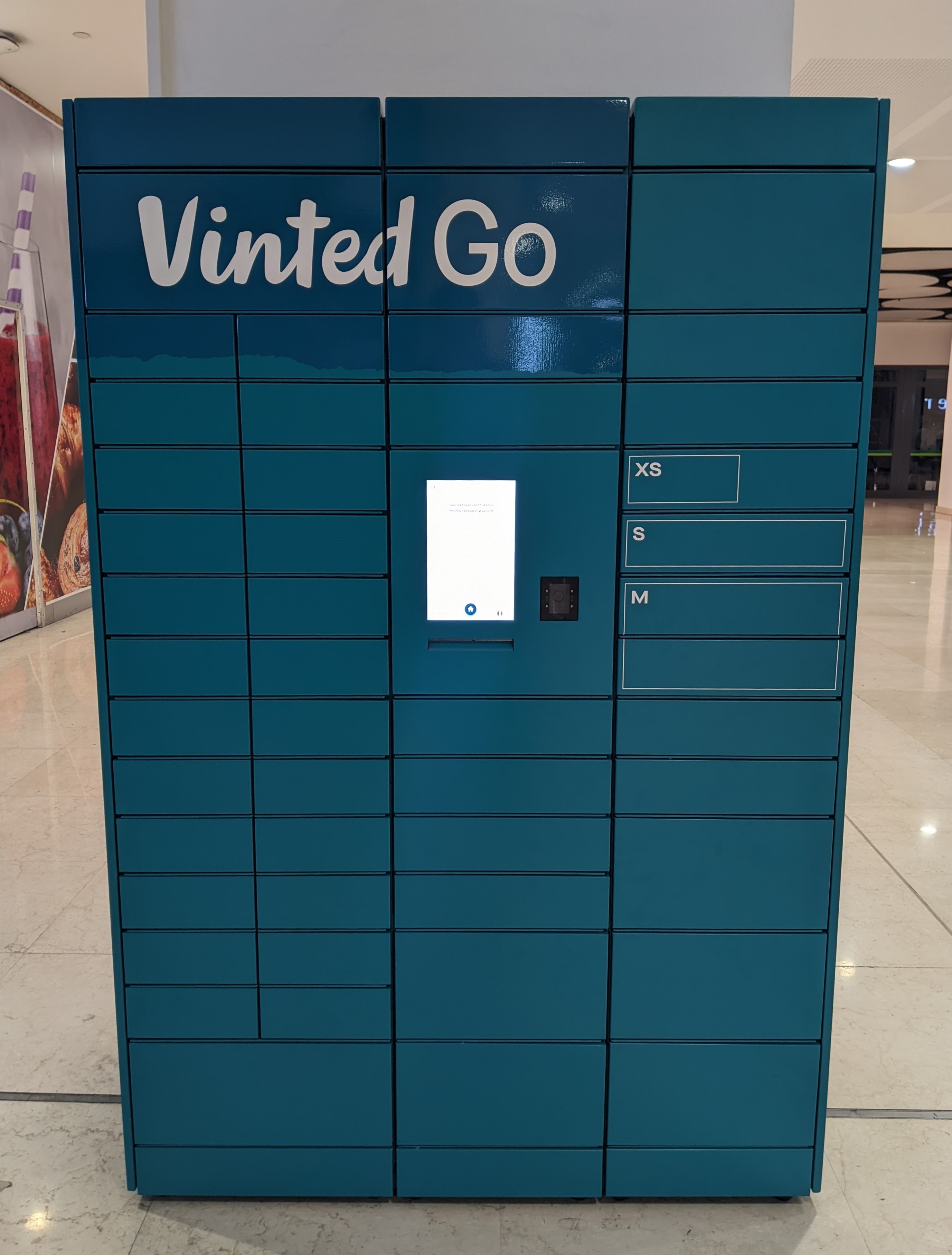
Casier Vinted Go permettant de déposer et récupérer des colis.

La plate-forme regroupe plusieurs types d'utilisateurs qui s'appellent entre eux les « Vinties » : les vendeurs et les acheteurs. Un utilisateur peut être à la fois vendeur et acheteur. Il est nécessaire de créer un compte d'utilisateur pour pouvoir utiliser Vinted même si l'inscription est gratuite.
Le vendeur possède un « dressing » : il poste tous les articles dont il souhaite se séparer en fixant le prix auquel il voudrait vendre ses objets. Si un acheteur est intéressé, il peut acheter l'article en allant sur le dressing et également dialoguer avec le vendeur par messagerie privée ; si le prix ne lui convient pas, il peut proposer une offre à ce dernier, qui sera libre d'accepter ou de refuser. La clientèle de l'application est majoritairement féminine et couvre essentiellement la tranche d’âges 15-35 ans avec une dominance importante de l'offre en « mode enfantine » représentant presque un tiers des annonces.
Lorsqu'un acheteur fait un paiement, l'argent est stocké par Vinted ; il n'est transféré au vendeur dans son « porte-monnaie virtuel » qu'une fois que l'acheteur a validé la bonne réception de son colis. L'argent du « porte-monnaie » peut ensuite être utilisé directement sur le site pour faire des achats, ou transféré sur un compte bancaire.
Il est possible d'effectuer des remises en main propre ou d'envoyer les articles.
Depuis mai 2023, le paiement via Paypal n'est plus possible, ce qui a rendu mécontents de nombreux utilisateurs.
À partir du 12 février 2024, la plateforme internationale de revente de vêtements d'occasion, Vinted, mettra fin à ses opérations au Canada. L'entreprise lituanienne a communiqué cette décision à ses membres canadiens par courriel le lundi 17 décembre 2023.
L'entreprise Vinted propose également un service payant pour authentifier les produits de grandes marques et éviter les contrefaçons,.

## Critiques
Sous des couverts de consommation collaborative ou d'économie collaborative, Vinted est accusé d'encouragement à la surconsommation, avec une dominante des offres vers la fast fashion,,.
Vinted est accusé d’alimenter les pratiques consuméristes en permettant aux utilisateurs de vendre leurs vêtements en leur offrant une nouvelle vie mais de, paradoxalement leur permettre d’acheter par la suite, des vêtements neufs en considérant leur possibilité de revendre un jour leurs articles. La plateforme crée une logique d’achat-revente permanent et entretient dans ce sens-là le consumérisme de la fast fashion. En effet, cette logique pousse à acheter plus, non seulement sur Vinted, mais tout autant en fast fashion avec la garantie de pouvoir revendre ultérieurement les produits, créant ainsi un cercle vicieux. La seconde main serait, pour les plus jeunes générations, une stratégie de renouvellement accéléré du dressing plutôt qu’une alternative écologique. En effet, seulement 25 % des Français évoquent des motivations liées à l’écologie et à l’éthique quant à leur utilisation de la plateforme, elle se place plutôt comme alternative plus économique, elle permet d’acheter plus, moins cher.  Ainsi, Vinted est un outil permettant à la fast fashion de durer et de se renouveler. Plus il y aura de nouveaux articles achetés et vendus sur Vinted, plus il y en aura d’achetés chez des grands noms de fast fashion,,.
En plus de créer une déresponsabilisation des utilisateurs, Vinted se décrit comme alternative écologique sans forcément mentionner le système d’envoi de colis ou la pollution numérique de la plateforme.
Il existe en plus une ambiguïté entre le discours de vente de vinted. Le but affiché de l’entreprise est de favoriser l’économie circulaire. Seulement, elle encourage et incite à vendre et à consommer à travers notamment des réductions si des achats s'effectuent en lot ou encore grâce au « porte-monnaie vinted », qui permet de faciliter la consommation en ligne.
Par ailleurs, dans la perspective de remboursement partiel, il est reproché à Vinted de dissuader les individus à donner leurs vêtements à des associations solidaires comme Emmaüs, dont les dons diminuent progressivement. Cette critique a été énoncée par Emmaüs eux-mêmes qui ont détourné le slogan de Vinted de « Tu ne le portes plus ? Vends-le » en « Si tu ne le portes pas, donne-le ».
De plus, nombre d'utilisateurs reprochent les aspects chronophages voire anxiogènes de l'application avec, entre autres, les excès de messages, notifications ou d'offres de prix reçus pour la moindre annonce postée. Enfin, l'absence de service client efficace et de possibilité de recours en cas de litige, ainsi que la multiplication des fraudes, se voient régulièrement soulevées,.
La modération est également pointée du doigt, les utilisatrices se faisant souvent harceler sexuellement, non seulement dans l'impunité, mais en risquant parfois elles-mêmes d'être sanctionnées par la plate-forme si les agresseurs se vengent en les signalant après qu'elles leur ont répondu.
Depuis 2021, Vinted fait l'objet d'un examen minutieux de la part des autorités de contrôle de la protection des données de France, de Lituanie et de Pologne, à la suite de nombreuses plaintes concernant des violations du RGPD et des pratiques louches de blocage de comptes d'utilisateurs, qui ont donné lieu à une amende de 2 375 276 € imposée par l'autorité lituanienne en juillet 2024. Le groupe de travail dédié à Vinted, composé d'AS néerlandaises, françaises, lituaniennes et polonaises et soutenu par le Conseil européen de la protection des données, est devenu un exemple de coopération transfrontalière étroite entre les autorités de contrôle nationales en matière d'application de la loi.